# Amblypsilopus segnis
Amblypsilopus segnis är en tvåvingeart som först beskrevs av Octave Parent 1934.  Amblypsilopus segnis ingår i släktet Amblypsilopus och familjen styltflugor.
Artens utbredningsområde är Fiji. Inga underarter finns listade i Catalogue of Life.